# Дарт Малак
Дарт Малак (англ. Darth Malak; справжнє ім'я Алек Сквінкваргасимус англ. Alek Squinquargesimus) — персонаж з Розширеного Всесвіту Зоряних війн, головний антагоніст гри Star Wars: Knights of the Old Republic. Перед тим, як стати Темним Лордом ситхів, він був лицарем-джедаєм і найближчим товаришем іншого джедая Ревана. Разом вони вели довгі пошуки Зоряних карт, що ведуть до могутнього артефакту Зоряна кузня. Разом з Реваном вони перейшли на темну сторону сили, захопивши велику частину Зовнішнього Кільця. У ході однієї з вирішальних битв із флотилією Республіки, передчуваючи поразку їх з Реваном флоту, Малак зрадив свого вчителя, наказавши відкрити вогонь по містку його флагмана, узурпував мантію Темного Лорда і почав власну військову кампанію, спрямовану на знищення Республіки й захоплення галактики. Крім того, Малак взяв собі учня — Дарта Бендона. Його панування припинилося з його смертю від рук Ревана, який повернувся на світлу сторону, у фінальній дуелі на борту Зоряної кузні.

## Додаткова література
- Alex Kane. Star Wars: Knights of the Old Republic. — LA : Boss Fight Books[en], 2019. — 128 с. — ISBN 978-1-940535-21-0. (англ.)